# 다목적 연구실 모듈

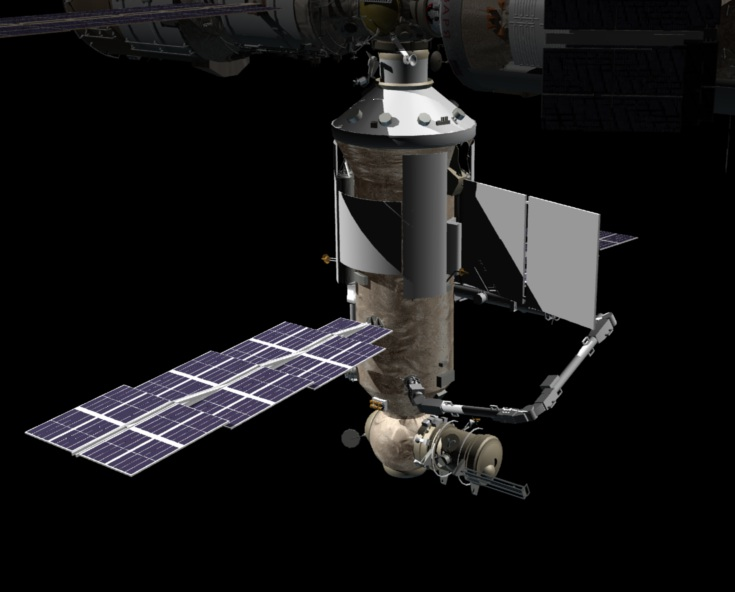
나우카 모듈

다목적 연구실 모듈 또는 나우카(Nauka)는 러시아의 국제 우주 정거장 모듈이다.

## 역사
2007년 발사계획이었으나, 2013년, 2014년 4월, 2014년 6월, 2015년 11월, 2017년 2월, 2018년 중반으로 계속 연기되었다. 그러나 2021년 7월 22일 프로톤-M 로켓으로 발되어 2021년 7월 29일 오후 10시 25분 국제우주정거장에 도킹했다.
2008년 4월, 흐루니체프측은 ISS에 추가하기 위해 제작 중인 자랴 모듈의 개량 모델에 한국측의 참여를 요청했다고 밝히기도 했다. 교육과학기술부 정경택 과장은 "러시아측이 한국의 ISS 공동참여를 바라고 있지만, 이는 돈이 목적인 만큼 아직까지 받아들일 계획이 없다."면서 "일본이 기보 모듈에 5조원을 투입했고, 앞으로 5조원이 추가로 들어가는데 이같은 금액을 한국이 감당하기는 어렵다."고 말했다.
2008년 9월 30일, 이명박 대통령이 흐루니체프를 방문했다. 이 대통령은 네스페로프 센터장의 안내로 ▲ 미르(Mir) 우주정거장 모형 ▲ 국제 우주정거장(ISS)용 다목적 모듈 ▲ 프로톤 로켓 최종 조립공정 등을 시찰하면서 한러 양국간 우주기술 협력에 많은 관심을 나타냈다.
자랴 모듈은 미국이 비용을 지불하였고, 미국의 소유이다. 1994년부터 1998년까지 러시아 모스크바에 있는 흐루니체프 우주센터에서 제작되었다.

## 용도
나우카는 원래 실험, 도킹, 화물칸으로 사용될 계획이었다. 또한 승무원의 작업과 휴식 공간으로도 사용될 것이다. 조종 시스템을 갖춰 ISS의 백업으로도 사용될 것이다.
러시아의 주된 연구실 모듈로 사용될 것이다. 러시아는 현재 라스벳 모듈(Mini-Research Module 1)과 포이스크 모듈(Mini-Research Module 2)이 있다.
3세대 모듈형 우주정거장은, 가장 핵심적인 모듈을 하나 발사하고, 거기다 추가적인 모듈을 도킹시키는 개념으로 건설한다. 핵심 모듈은 조종실이 있고, 추진 로켓이 장착되어 있다. 국제우주정거장은 자랴 모듈에 조종실과 추진 로켓이 있었는데, 이번에 나우카 모듈이 추가된 것이다. 나우카 모듈에도 조종실과 추진 로켓이 있다.

## 제원
- 길이: 13 m (42.65 ft)
- 직경: 4.11 m (13.5 ft)
- 무게: 20,300 kg (44,800 lb)
- 압축화물 부피: 70.0 m³

## 같이 보기
- ISS 추진 모듈